# Euplecte à longue queue
Euplectes progne
Espèce
Statut de conservation UICN

 LC  : Préoccupation mineure
L'Euplecte à longue queue (Euplectes progne) est une espèce de passereaux de la famille des Ploceidae.

## Répartition

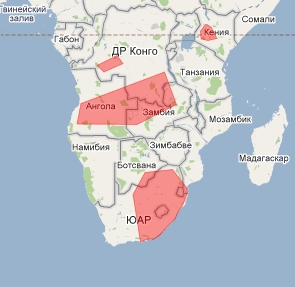
Répartition

Il vit dans les zones montagneuses en Afrique australe. Il se répartit en trois populations distinctes : un groupe dans les montagnes du Kenya, un autre entre l'Angola, la Zambie et le sud de la République démocratique du Congo, et une population dans les montagnes du Drakensberg, soit au Lesotho et les zones montagneuses du centre de l'Afrique du Sud.

## Description
La femelle arbore des couleurs brun terne. Le mâle peut changer d'aspect selon les saisons, mais il est particulièrement visible au printemps, noir avec une longue queue en voile, et des bords d'aile orange (plumage nuptial).